# Epixerus ebii
Ne doit pas être confondu avec Funambulus.
Écureuil palmiste, Écureuil d'Ebi, Écureuil des palmiers
Espèce
Statut de conservation UICN

 LC  : Préoccupation mineure
Statut CITES
L'Écureuil palmiste (Epixerus ebii) est un écureuil que l'on trouve au Ghana, en Guinée, en Côte d'Ivoire, au Liberia, en Sierra Leone.
Il est appelé de divers noms vernaculaires en français : Écureuil palmiste,, Écureuil d'Ebi  ou Écureuil des palmiers . Attention à ne pas le confondre avec les écureuils palmistes du genre Funambulus.

## Liste des sous-espèces
Selon Mammal Species of the World (version 3, 2005)  (2 juin 2016) et ITIS (2 juin 2016) :
- Epixerus ebii ebii (Temminck, 1853)
- Epixerus ebii jonesi Hayman, 1954
- Epixerus ebii wilsoni (Du Chaillu, 1860) - considéré par NCBI comme une espèce à part entière[5].